# Cephalotes coffeae
Cephalotes coffeae é uma espécie de inseto do gênero Cephalotes, pertencente à família Formicidae.